# إليزابيث كريد هالكيت
إليزابيث كريد هالكيت (بالإنجليزية: Elizabeth Currid-Halkett) أكاديمية ومؤلفة أمريكية. وهي رئيسة جيمس إيرفين للتخطيط الحضري والإقليمي وأستاذة السياسة العامة في جامعة جنوب كاليفورنيا. 

## تعليمها
حصلت إليزابيث كريد هالكيت على درجة الدكتوراه في التخطيط الحضري من جامعة كولومبيا. حصلت على بكالوريوس الآداب في الكتابة الإبداعية والكتابة المهنية وماجستير في السياسة العامة من جامعة كارنيجي ميلون.